# Neil Primrose (homme politique)
Pour les articles homonymes, voir Primrose.
Neil James Archibald Primrose, né le 14 décembre 1882 et mort le 15 novembre 1917, est un homme politique britannique tué au combat durant la Première Guerre mondiale.

## Biographie
Il naît dans le manoir familial de Dalmeny House dans le comté du Midlothian en Écosse. Il est le second fils d'Archibald Primrose, comte de Rosebery, qui deviendra brièvement Premier ministre en 1894, et de Hannah Primrose, née de Rothschild, « la plus riche héritière britannique de son époque », étant la fille du banquier Mayer de Rothschild. Sa mère étant morte quand il n'a que huit ans, le garçon développe une relation proche avec son père, et partage notamment la passion de celui-ci pour l'équitation. Comme bon nombre des enfants de l'élite fortunée, il est éduqué au collège d'Eton puis étudie à l'université d'Oxford. Étudiant peu sérieux et aisément distrait, il n'y obtient que de justesse sa licence d'Histoire au New College. Dans le même temps, en 1909, il intègre les Royal Buckinghamshire Hussars, régiment de réserve de cavalerie de l'armée. Sa grand-tante maternelle Lucy Cohen lui lègue à sa mort £150,000 et sa maison à Londres pour l'aider à réaliser son ambition d'entrer en politique,.
Sous l'étiquette du Parti libéral comme son père, il est élu député de la circonscription de Wisbech aux élections législatives de janvier 1910. Les relations entre la Chambre des communes et la Chambre des lords sont tendues en raison de l'opposition des lords, majoritairement conservateurs, au « budget populaire » introduit par le gouvernement libéral du Premier ministre Herbert Asquith, majoritaire aux communes. Pour sa première prise de parole à la Chambre des communes, Neil Primrose avertit que « si la Chambre des lords n'est pas transformée en profondeur et de manière radicale, le pays ne voudra plus d'une seconde chambre au Parlement du tout ». Il prend peu souvent la parole, mais s'exprime avec éloquence lorsqu'il le fait, malgré une certaine timidité. Il se lie d'amitié avec Thomas Agar-Robartes, député libéral d'arrière-ban comme lui ; les deux hommes siègent côte-à-côte sur les arrière-bancs de la majorité libérale, et sont appelés « les Inséparables » par leurs collègues et amis,.
Étant réserviste depuis 1909, il est mobilisé à l'entame de la Première Guerre mondiale. Son régiment de réserve est déployé pour la défense de la côté du Norfolk, mais Neil Primrose obtient d'être envoyé en France dès le 25 septembre. Il y est posté comme journaliste militaire au quartier général de la Force expéditionnaire indienne de l'Armée britannique. En février 1915 il est rappelé au Royaume-Uni et nommé sous-secrétaire d'État aux Affaires étrangères, sous le ministre Sir Edward Grey. Ce même mois, il épouse Victoria Stanley, fille du comte de Derby. Son ami Thomas Agar-Robartes, lui aussi revenu un temps du front, est témoin de son mariage. Neil Primrose quitte le gouvernement lors d'un remaniement en mai, et en août il est déployé en Égypte avec les Hussars du Buckinghamshire. Fait capitaine, il prend part à de nombreux combats dans le cadre de la campagne du Sinaï et de Palestine. Fortement affecté lorsque son ami Thomas meurt au combat en Belgique en septembre 1915, il retourne en Angleterre pour la naissance de sa fille Ruth en avril 1916. En juin il est décoré de la Croix militaire, et en septembre il est nommé secrétaire parlementaire au ministère des Munitions. En décembre il est nommé secrétaire parlementaire du Trésor, c'est-à-dire en pratique Chief whip du gouvernement d'union nationale de David Lloyd George à la Chambre des communes,.
Il exprime toutefois un sentiment de malaise à ne plus être soldat sur le front, et obtient d'y retourner en août 1917. Il rejoint les Royal Buckinghamshire Hussars en Égypte. Le 13 novembre il mène ses hommes dans un assaut de cavalerie osé contre des positions turques à al-Maghar en Palestine ; les Britanniques mettent les Turcs en fuite. Deux jours plus tard, à 6h du matin, il mène ses hommes à un nouvel assaut, contre les Turcs positionnés sur une crête près de Gezer. Arrivé en haut de la crête à dos de cheval, il est atteint d'une balle, et meurt peu après de cette blessure, à l'âge de 34 ans. Il est inhumé au cimetière militaire à Ramla, en Palestine,. Il est l'un des quarante-trois parlementaires britanniques morts durant la Guerre commémorés par un mémorial à Westminster Hall, dans l'enceinte du palais de Westminster où siège le Parlement.